# Солнцево (станція метро)
55°38′59″ пн. ш. 37°23′28″ сх. д. / 55.6497° пн. ш. 37.3911° сх. д.
Солнцево (рос. Солнцево) — станція Солнцевської лінії Московського метрополітену. Відкрита 30 серпня 2018 року у складі дільниці «Раменки» — «Рассказовка».

## Історія
Назва станції «Солнцево» походить від однойменного району, що у 1984 році увійшов до складу Москви. До цього тут розташовувалася відоме з XVII століття село Суково, яке належало князям Трубецьким. Назву «Солнцево» було надано цьому району у 1938 році, на честь однойменного нового селища для московських робітників Солнцево. Спочатку станція Солнцево була умовно позначена ще у 1973 році в Генеральному плані розвитку Москви. У плані за 1985 рік станція була включена до проєкту хордової лінії Солнцево — «Митищі». Також московський уряд деякий час розглядав варіант подовження до Солнцево Сокольницької лінії до 2014 року, але від цього проєкту відмовилися.

## Конструкція
Колонна двопрогінна станція мілкого закладення (глибина закладення — 13 м) з острівною платформою.

## Колійний розвиток
Станція з колійним розвитком — до 1-ї та 2-ї головних колій примикають 2 одноколійні ССГ з електродепо «Солнцево» з боку станції «Боровське шосе».

## Оздоблення
На платформі імітовані сонячні промені, що виникають через світні отвори в стінах і стелі завдяки відбиваючим властивостям штучних джерел світла. На стінах є навігація у вигляді світлових смуг в транслюцентному штучному камені. При підйомі ескалатором пасажири можуть побачити оптичну ілюзію у вигляді висхідного сонячного диска.

## Розташування та вестибюлі
Станція розташована під вулицею Богданова між примиканням до неї вулиці Попутної і храмом преподобного Сергія Радонезького, на видаленні від водоохоронної зони Великого Солнцевського ставка.
Станція має два підземних вестибюля з виходами в підземні переходи. З південно-західного вестибюля можна вийти до вулиці Богданова, вулиці Попутної і вулиці Авіаторів, з північно-східного — на вулицю Богданова, поблизу Сергіївської церкви.

## Пересадки
- Автобуси: 689, 695, 707, 729, 793, 862

## Галерея

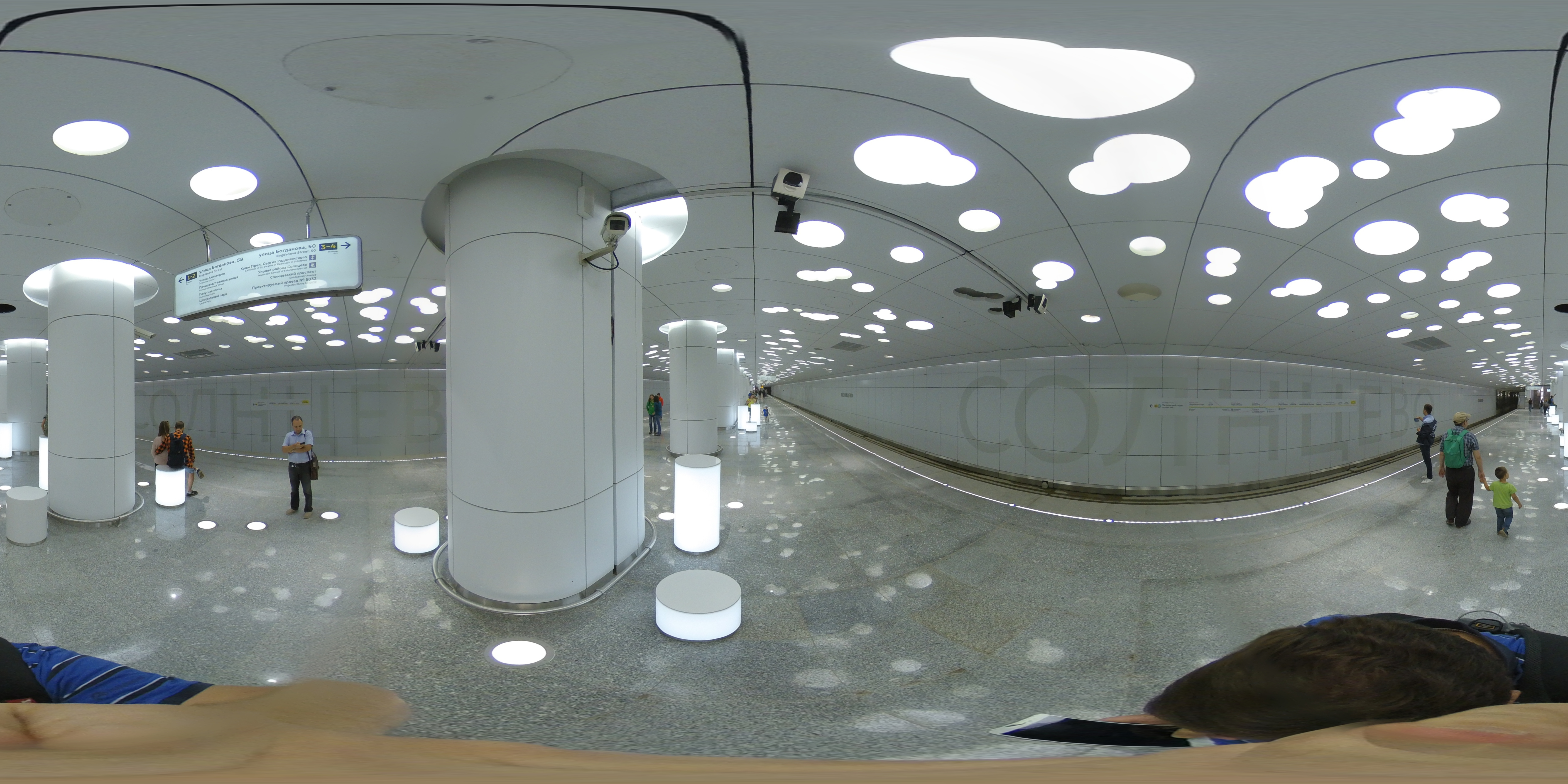
Загальний вигляд станційної зали
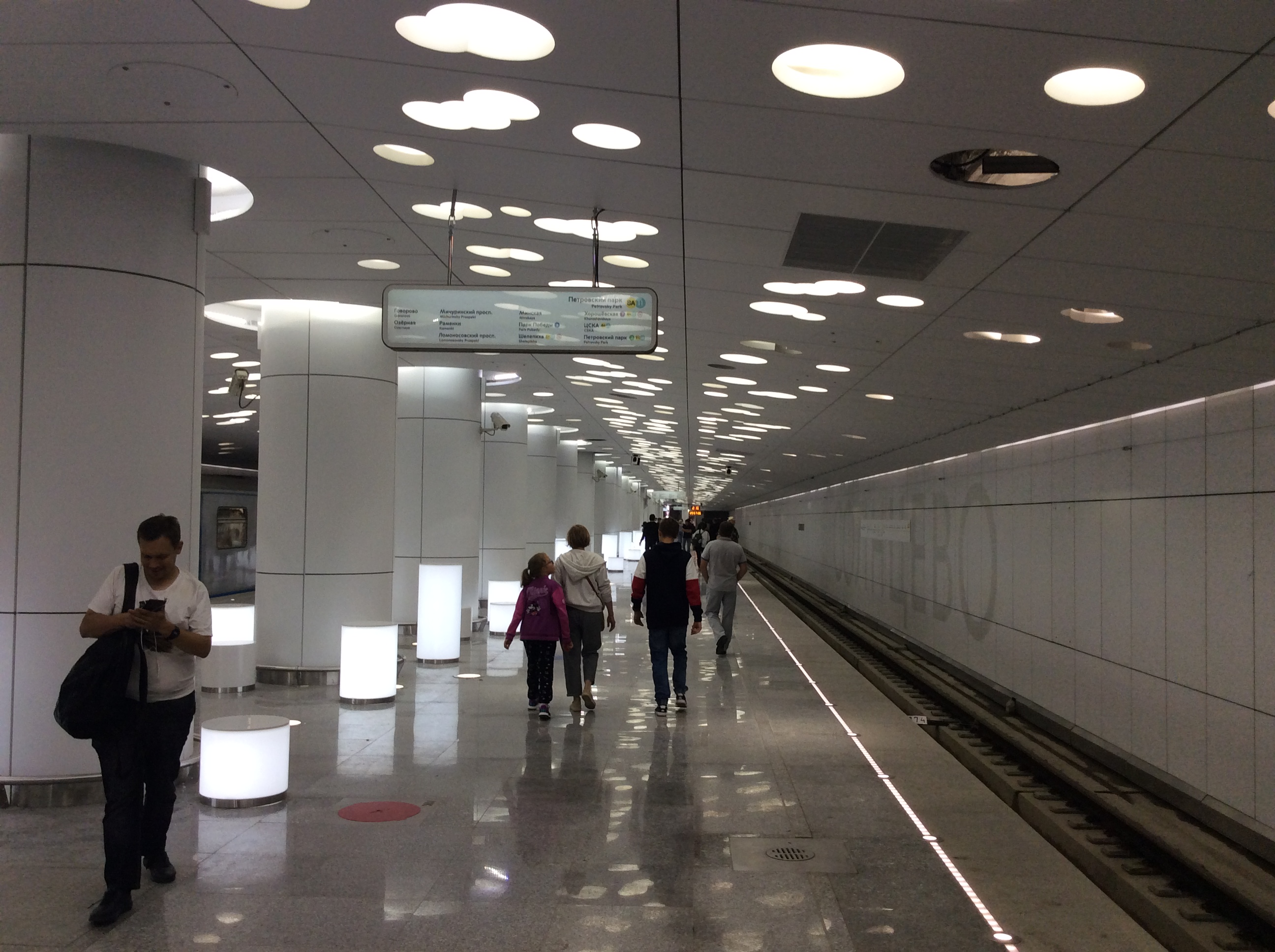
Вигляд платформи